# Садове (Нікопольський район)
Садо́ве — село в Україні, у Томаківській селищній громаді Нікопольського району Дніпропетровської області. Населення — 94 мешканця.

## Географія
Село Садове знаходиться на відстані 1,5 км від села Грушеве і за 2 км від села Запорізьке. Поруч із селом протікає пересихаючий струмок з великою загатою.

## Населення

### Мова
Розподіл населення за рідною мовою за даними перепису 2001 року:
| Мова            | Кількість | Відсоток |
| --------------- | --------- | -------- |
| українська      | 76        | 80.85%   |
| російська       | 17        | 18.09%   |
| інші/не вказали | 1         | 1.06%    |
| Усього          | 94        | 100%     |

## Інтернет-посилання
- Погода в селі Садове

1. ↑  Рідні мови в об'єднаних територіальних громадах України — Український центр суспільних даних